# يواقيم كارفاليو
يواقيم كارفاليو (بالبرتغالية: Joaquim Carvalho‏) (18 أبريل 1937 في البرتغال - 5 أبريل 2022) هو لاعب كرة قدم برتغالي في مركز حراسة المرمى، شارك في كأس العالم 1966. وشارك مع منتخب البرتغال لكرة القدم. أما مع النوادي، فقد لعب مع أتليتيكو كلوب دي برتغال وسبورتينغ لشبونة ونادي بايرنسيه.

## وصلات خارجية
- يواقيم كارفاليو على موقع الاتحاد الدولي (مؤرشف)  (الإنجليزية)
- يواقيم كارفاليو على موقع قاعدة بيانات كرة القدم.إي يو (الإنجليزية)
- يواقيم كارفاليو على موقع ناشيونال فوتبول تيمز (الإنجليزية)
- يواقيم كارفاليو على موقع Soccerway.com (الإنجليزية)
- يواقيم كارفاليو على موقع عالم كرة القدم.نت (الإنجليزية)